# داریل بولتور
داریل بولتور (فرانسوی: Daryl Bultor‎؛ زادهٔ ۱۷ نوامبر ۱۹۹۵) بازیکن والیبال اهل فرانسه است.